# Leptotarsus pallidistigma
Leptotarsus pallidistigma är en tvåvingeart som först beskrevs av Alexander 1922.  Leptotarsus pallidistigma ingår i släktet Leptotarsus och familjen storharkrankar. Inga underarter finns listade i Catalogue of Life.